# 2012 في أوكرانيا
فيما يلي قوائم الأحداث التي وقعت خلال عام 2012 في أوكرانيا.

## سياسة

### تعيين في المنصب
- 12 ديسمبر – أرسيني ياتسينيوك نائب الشعب الأوكراني [الإنجليزية]‏.
- 12 ديسمبر – ألكساندر تورتشينوف نائب الشعب الأوكراني [الإنجليزية]‏.
- 12 ديسمبر – ألكسندر فولكوف نائب الشعب الأوكراني [الإنجليزية]‏.
- 12 ديسمبر – اوليه تيانيبوك نائب الشعب الأوكراني [الإنجليزية]‏.
- 12 ديسمبر – بترو بوروشنكو نائب الشعب الأوكراني [الإنجليزية]‏.
- 12 ديسمبر – فولوديمير ليتفين نائب الشعب الأوكراني [الإنجليزية]‏.
- 12 ديسمبر – فيتالي كليتشكو نائب الشعب الأوكراني [الإنجليزية]‏.
- 12 ديسمبر – ليليا هرينيفيش نائب الشعب الأوكراني [الإنجليزية]‏.
- 12 ديسمبر – ليودميلا دينيسوفا نائب الشعب الأوكراني [الإنجليزية]‏.
- 12 ديسمبر – مصطفى دزيمليف نائب الشعب الأوكراني [الإنجليزية]‏.
- 12 ديسمبر – ميكولا أزاروف نائب الشعب الأوكراني [الإنجليزية]‏.

### انتهاء فترة المنصب
- 12 ديسمبر – أرسيني ياتسينيوك نائب الشعب الأوكراني [الإنجليزية]‏.
- 12 ديسمبر – ألكسندر فولكوف نائب الشعب الأوكراني [الإنجليزية]‏.
- 12 ديسمبر – رينات أخميتف نائب الشعب الأوكراني [الإنجليزية]‏.
- 12 ديسمبر – فولوديمير ليتفين رئيس المجلس الأعلى الأوكراني [الإنجليزية]‏، نائب الشعب الأوكراني [الإنجليزية]‏.
- 12 ديسمبر – مصطفى دزيمليف نائب الشعب الأوكراني [الإنجليزية]‏.
- 18 ديسمبر – ميكولا أزاروف نائب الشعب الأوكراني [الإنجليزية]‏.

## رياضة
- 1 يوليو – نهائي بطولة أمم أوروبا لكرة القدم 2012 الفائز منتخب إسبانيا لكرة القدم.

## وفيات

### مارس
- 17 مارس – جون ديمجينجوك (مواليد 1920)[1]

### مايو
- 28 مايو – يوري سوسلوباروف (مواليد 1958) لاعب كرة قدم أوكراني.[2]

### يونيو
- 12 يونيو – صبري أولكر (مواليد 1920) رجل أعمال تركي.